# Schlechtenbergalm
Die Schlechtenbergalm ist eine Alm im Ortsteil Hohenaschau der Gemeinde Aschau im Chiemgau.
Die nördliche Almhütte der Schlechtenbergalm steht unter Denkmalschutz und ist unter der Nummer D-1-87-114-122 in die Bayerische Denkmalliste eingetragen.

## Baubeschreibung
Der Michlkaser der Schlechtenbergalm ist ein eingeschossiger, verputzter Massivbau mit Flachsatteldach und ist mit dem Jahr 1785 bezeichnet. Der Wirtschaftsteil wurde 2002 von Grund auf erneuert und erweitert.
Der Bauerkaser ist das zweite, höhergelegene Gebäude auf der Schlechtenbergalm.

## Heutige Nutzung
Die Schlechtenbergalm ist bestoßen und ist bewirtet.

## Lage
Die Schlechtenbergalm liegt nördlich der Kampenwand im Skigebiet der Kampenwandbahn auf einer Höhe von 1280 m ü. NN.